# Amplitude
Cet article concerne la mesure physique. Pour le jeu vidéo, voir Amplitude (jeu vidéo). Pour le voyagiste, voir Amplitudes.

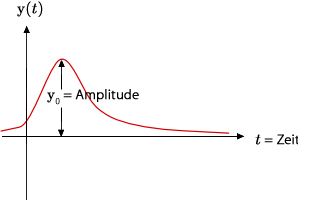
Impulse amplitude.png

En physique classique, on nomme amplitude la mesure scalaire (une coordonnée) d’un nombre positif caractérisant l’ampleur des variations d'une grandeur. Le plus souvent il s'agit de l'écart maximal par rapport à la valeur médiane (qui est aussi la valeur moyenne si la variation est symétrique). Cette définition diffère du langage courant, dans lequel l'amplitude désigne généralement l'écart entre les valeurs extrêmes d'une grandeur. 
En mécanique quantique, on nomme aussi le terme amplitude de probabilité un vecteur composé d'un module et d'une phase, qui peut être représenté par un nombre complexe (deux coordonnées). Le carré du module de cette amplitude est assimilable - en version simplifiée -  à une probabilité de détection de la particule en un endroit donné.

## Physique classique
Dans l'équation d’onde sinusoïdale :
{\displaystyle \operatorname {y} (t)=A\sin(t-K)+b\ ,}
A est l’amplitude de l’onde. C’est la distance entre le maximum de l’onde et l’axe y = b (soit l'axe des abscisses si b = 0).
La dimension de l’amplitude dépend de la grandeur physique mesurée :
- pour une corde vibrante, c’est une distance.
- Pour une onde sonore, l’amplitude correspond à la pression acoustique. Sa valeur s'exprime en pascals (Pa).
Note - On communique plus fréquemment l'expression en décibels (dB) du rapport de la valeur efficace de la pression acoustique à une pression acoustique de référence de 20 μPa (0 dB, une amplitude nulle correspond à -∞ dB). Cette grandeur n'est pas directement reliée à l'amplitude. La valeur efficace dépend de la forme de l'onde, voir facteur de crête.
- Pour le rayonnement électromagnétique, l’amplitude correspond à un champ électrique.
- Pour un signal électrique, l'amplitude correspond à une tension ou à un courant.

L’amplitude telle qu’elle est exprimée précédemment n’est pas adaptée pour l'étude de phénomènes physiques liés à la puissance transmise. Dans ce cas, comme en acoustique et en électrotechnique, on utilise la valeur efficace : la moyenne quadratique de la valeur du signal.
Lorsqu'il s'agit d'un signal, donc intrinsèquement variable, on peut aussi étudier les maxima sur une certaine durée : « amplitude crête » ou « pointe de l’amplitude ».
| Dénomination            | Définition                                                                      |
| ----------------------- | ------------------------------------------------------------------------------- |
| Amplitude moyenne       | Valeur moyenne arithmétique du signal positif                                   |
| Amplitude efficace      | Amplitude continue équivalente en puissance, appelé aussi valeur efficace       |
| Amplitude               | Amplitude maximale positive, appelé aussi valeur maximale                       |
| Amplitude crête à crête | Différence entre la valeur maximale (positive) et la valeur minimale (négative) |

## Demi-amplitude
En astronomie, la demi-amplitude de la courbe de vitesse radiale est donnée par :
{\displaystyle K=\left({\frac {2\pi G}{P}}\right)^{\frac {1}{3}}\;{\frac {M_{p}\sin i}{{\left(M_{\star }+M_{\mathrm {p} }\right)}^{\frac {2}{3}}}}\;{\frac {1}{{\left({1-e^{2}}\right)}^{\frac {1}{2}}}}},
où :
- {\displaystyle M_{\star }} est la masse de l'étoile ;
- {\displaystyle M_{\mathrm {p} }} est la masse de la planète ;
- {\displaystyle P} est la période orbitale ;
- {\displaystyle i} est l'inclinaison (angle entre la normale au plan orbital et la ligne de visée) ;
- {\displaystyle e} est l'excentricité.

## Enveloppes d'amplitude transitoires
L'amplitude d'un état stable reste constante dans le temps et est donc représentée par un scalaire. Dans le cas contraire, l'amplitude est transitoire et doit être représentée sous la forme d'une fonction continue ou d'un vecteur discret. Pour l'audio, les enveloppes d'amplitude transitoires modélisent mieux les signaux car de nombreux sons courants ont une attaque, une décroissance, un maintien et un relâchement transitoires de l'intensité sonore.
D'autres paramètres peuvent se voir attribuer des enveloppes d'amplitude transitoires ou à l'état stable : modulation de haute/basse fréquence/amplitude, bruit gaussien, harmoniques, etc.